# Signe Heiberg
Signe Heiberg (* 1988 in Kopenhagen) ist eine dänische Opernsängerin (Sopran).

## Leben
Signe Heiberg sang bereits als Kind. Ihr Gesangsstudium absolvierte sie zunächst von 2010 bis 2013 an der Königlich-Dänischen Musikakademie (Royal Danish Academy of Music) in Kopenhagen sowie anschließend bis 2016 an der Hochschule für Musik und Theater in Hamburg bei Carolyn James (Sopran), wo sie den Masterabschluss im Fach Operngesang machte und ihr Konzertexamen ablegte. Signe Heiberg nahm an zahlreichen Meisterkursen teil. 2014 gewann sie einen Sonderpreis beim Éva-Marton-Gesangswettbewerb in Ungarn. Privat arbeitet Heiberg mit der dramatischen Mezzosopranistin Michaela Schuster.
Während ihrer Studienzeit wirkte sie bereits in verschiedenen Hochschulproduktionen mit. Bei der Schlossoper Haldenstein in der Schweiz debütierte sie im Sommer 2015 als Rosalinde in der Strauß-Operette Die Fledermaus.
Ihr erstes Engagement erhielt sie in der Spielzeit 2015/16 am Theater Lüneburg, wo sie die Rolle der „Rabenhexe“ in der Uraufführung der Kinderoper Sterntaler und Rabenhexe von Thomas Dorsch sang. Seit der Spielzeit 2016/17 ist Heiberg festes Ensemblemitglied am Theater Lüneburg, wo sie im September 2016 mit großem Erfolg als Desdemona in Otello ihr Debüt als Festmitglied gab. Heiberg sang am Theater Lüneberg folgende Opernrollen: die Mutter in Hänsel und Gretel (Spielzeit 2017/18), die Gräfin in Figaros Hochzeit (Spielzeit 2017/18), Micaëla in Carmen (Spielzeit 2017/18) und Mimì in La Bohème (Spielzeit 2018/19). Außerdem trat sie im Bereich der Operette und des Musicals auf, wo sie die Gräfin Gabriele Zedlau in der Strauß-Operette Wiener Blut und die Iduna in Das Feuerwerk sang.
Von März bis Mai 2019 sang Heiberg am Theater Lüneburg die Rolle der Marschallin in der Strauss-Oper Der Rosenkavalier. Im Rahmen einer Kooperation von Das Erste mit dem Theater Lüneburg war Heiberg auch in einigen Folgen der ARD-Telenovela Rote Rosen zu sehen.
Bei den Eutiner Sommerfestspielen 2019 debütierte Signe Heiberg in der Rolle der Amelia in der Verdi-Oper Ein Maskenball. 2020 sang sie am Theater Lüneburg mit der Senta in Der fliegende Holländer auch ihre erste Wagner-Rolle.
Seit der Saison 2021/22 ist Signe Heiberg festes Ensemblemitglied am Stadttheater Bremerhaven. Hier sang sie u. a. die Giulietta in Hoffmanns Erzählungen, die Titelpartie in der Operette Viktoria und ihr Husar, die Lady Macbeth in Macbeth und Agathe in Der Freischütz. In der Saison 2023/24 sang Heiberg am Theater Bremerhaven in Neuinszenierungen die Tosca, die Rusalka und Hanna Glawari in Die lustige Witwe. Im Mai 2024 übernahm Heiberg am Theater Bremerhaven in einer Rosenkavalier-Inszenierung die Rolle der Marschallin.